# Аронова спрега
Аронова спрега је начин везивања мерних уређања за мерење електричне снаге. Спрегом се електрична снага и електрична енергија у трофазном систему може мерити при симетричним и асиметричним оптерећењем. Име је добила по немачком физичару Херману Арону, који га је израчунао 1880-их. Може се користити само у трофазаним системима. 
Следећи опис претпоставља да су електрични напон и струја синусоидални, и (код мерења реактивне снаге) да напонски троугао није изобличен. Због поједностављења електричне шеме нису приказани напонски трансформатори и струјни трансформатори, потребни при мерењу високих напона и великих струја. 
У колу од три проводника, укупна активна снага {\displaystyle P} се директно мери са два ватметра уместо уобичајених три. Укупна снага {\displaystyle P} је средња вредност тренутне вредностима {\displaystyle p}, која се на колу на приказаном на слици рачуна по формули
{\displaystyle p=u_{1\mathrm {N} }\;i_{1}+u_{2\mathrm {N} }\;i_{2}+u_{3\mathrm {N} }\;i_{3}}
Ако нема неутралног проводника (или при симетричном оптерећењу), по Првом Кирхофовом закону
{\displaystyle i_{1}+i_{2}+i_{3}\ =0}, односно {\displaystyle i_{1}+i_{3}\ =-i_{2}}
Сменом у прву једначину добија се
{\displaystyle p=u_{1\mathrm {N} }\;i_{1}+u_{2\mathrm {N} }\;(-i_{1}-i_{3})+u_{3\mathrm {N} }\;i_{3}}
{\displaystyle p=(u_{1\mathrm {N} }-u_{2\mathrm {N} })\;i_{1}+(u_{3\mathrm {N} }-u_{2\mathrm {N} })\;i_{3}}
{\displaystyle p=u_{12}\;i_{1}+u_{32}\;i_{3}}
односно за средњу вредност активне снаге
{\displaystyle P={\overline {p}}={\overline {u_{12}\;i_{1}}}+{\overline {u_{32}\;i_{3}}}}
Са графика напона и струја види се да струја {\displaystyle I_{1}} за напоном {\displaystyle U_{12}} заостаје {\displaystyle (\varphi _{3}+{\frac {\pi }{6}})}, док струја {\displaystyle I_{3}} касни за напоном за {\displaystyle U_{12}}, па се средња вредност активне снаге може изразити преко ефективних вредности и углова фазног помака 
{\displaystyle P=U_{12}\;I_{1}\cos \left(\varphi _{1}+{\frac {\pi }{6}}\right)+U_{32}\;I_{3}\cos \left(\varphi _{3}-{\frac {\pi }{6}}\right)=P_{1}+P_{2}}
Први ватметар ће да показује снагу
{\displaystyle P_{1}=U_{12}\;I_{1}\cos \left(\varphi _{1}+{\frac {\pi }{6}}\right)}
док ће други ватметар да показује снагу
{\displaystyle P_{2}=U_{32}\;I_{3}\cos \left(\varphi _{3}-{\frac {\pi }{6}}\right)}
Да би се измерила реактивна снага {\displaystyle Q}, у случају индуктивних оптерећења, потребни су напони који заостају за онима код мерења активне снаге за 90°. У ту сврху, неутрални потенцијал звездишта мора бити обезбеђен отпорником који је једнако велик као и отпори напонских кола ватметра или електричног бројила. Напони су {\displaystyle {\tfrac {1}{\sqrt {3}}}} пута мањи него код мерења активне снаге. Ово мора бити кориговано напонским трансформаторима са одговарајућим вишим секундарним напоном или прорачуном. 
{\displaystyle Q={\sqrt {3}}\cdot ({\overline {u_{\mathrm {N} 3}\;i_{1}}}+{\overline {u_{1\mathrm {N} }\;i_{3}}})},
{\displaystyle Q={\sqrt {3}}\cdot \left[U_{\mathrm {N} 3}\;I_{1}\cos \left({\frac {\pi }{3}}-\varphi _{1}\right)+U_{1\mathrm {N} }\;I_{3}\cos \left({\frac {2}{3}}\pi -\varphi _{3}\right)\,\right]}
Треба обратити пажњу на објашњења у чланцима о активној снази и реактивној снази мерних уређаја и сигнално исправних кола . Нарочито у случају Ароновог кола, морају се очекивати непредвидиви резултати појединачних измерених вредности.